# Цвіткове (Червонокостянтинівська сільська рада)
Цвіткове — колишній населений пункт в Кіровоградській області у складі Петрівського району.

## Стислі відомості
В 1930-х роках — у складі П'ятихатського району Дніпропетровської області.
В часі Голодомору 1932—1933 років від нелюдської смерті померло не менше 2 людей.
Дата зникнення станом на травень 2023 року невідома — після 1962-го.